# 全國圖書館參考諮詢聯盟
全國圖書館參考諮詢聯盟（英語：United Combined Digital Reference Services，缩写UCDRS）前身為联合参考咨询网，是中華人民共和國一個传递文献和查找書籍平台，於2012年由廣東省立中山图书馆承接中華人民共和國文化部的項目牵头各省市圖書館聯合組建。截至2014年底，该平台拥有成员馆180家、传递文献约109万篇。每个成员馆设立专职的网上参考咨询岗位。

## 历史
2000年广东省立中山图书馆开展基于留言板和电子邮件的图书馆网上咨询服务，2001年开发了基于BBS技术的网上咨询服务，2002年建立了“图书馆专家联合导航”，开始联合多个图书馆提供文献网络咨询服务，2005年升级为“联合参考咨询网”（UCDRS.COM），2007年曾获得中华人民共和国文化部的“群星奖”，2008年系统升级为“联合参考咨询与远程文献传递网”（UCDRS.NET），2011年依托读秀和百链平台升级并建立了现今的“全国图书馆参考咨询联盟”。

## 服务
读者可以在全国图书馆参考咨询联盟免费请求文献传递服务。
注册用户可以使用全国图书馆参考咨询联盟的联合目录进行检索和发出文献传递需求。另外，读秀和百链平台的文献传递需求也会汇总到全国图书馆参考咨询联盟，由成员馆馆员提供文献传递服务。

## 相关
- 超星网
- 文献传递
- 参考服务

## 外部連結
- 官方网站